# Geraldo Teles de Oliveira
Geraldo Teles de Oliveira (Itapecerica, 1 de Junho de 1913 – Divinópolis, 5 de Julho de 2006) foi um famoso escultor e entalhador brasileiro.
Geraldo Teles de Oliveira, mais conhecido pela sigla GTO, é tido como um dos maiores entalhadores  brasileiros do Séc. XX e suas obras foram expostas em diversos espaços nacionais e internacionais de renome.  GTO é reconhecido por retratar temas regionais entalhados sobre madeiras nobres, com grande precisão simétrica, gerando uma sensação de ritmo pela sucessão de figuras representadas. O filho de GTO, Mário Teles, e seus netos, Geraldo Fernandes e Alex Teles, hoje seguem o legado do mestre entalhador. 